# Commoris
Commoris Simon, 1902 è un genere di ragni appartenente alla famiglia Salticidae.

## Distribuzione
Le tre specie oggi note di questo genere sono state reperite nelle Indie occidentali: in particolare una è endemica di Guadalupa, una di Hispaniola e la C. enoplognatha è stata rinvenuta su Dominica e Guadalupa.

## Tassonomia
Considerata un sinonimo recente di Agobardus Keyserling, 1884, in uno studio dell'aracnologa Bryant del 1940; apparentemente non più in una relazione del 1943.
A dicembre 2010, si compone di tre specie:
- Commoris enoplognatha Simon, 1902[2] — Guadalupa, Dominica
- Commoris minor Simon, 1903 — Guadalupa
- Commoris modesta Bryant, 1943 — Hispaniola